# Adolf Sieverts
Adolf Sieverts (ur. 7 października 1874 w Hamburgu, zm. 8 stycznia 1947 w Jenie) – niemiecki chemik. Prowadził m.in. prace dotyczące eksperymentalnego badania rozpuszczalności wodoru w metalach i stopach.

## Życiorys
Adolf Sieverts studiował od 1894 roku chemię na Uniwersytecie Technicznym w Dreźnie, a także na uniwersytetach w Lipsku i w Getyndze. W 1898 roku uzyskał doktorat na Uniwersytecie w Getyndze pod kierunkiem profesora Otto Wallacha za pracę pt. Beiträge zur Kenntnis des Pinols („Przyczynki do poznania pinolu”). 
Po doktoracie zainteresował się chemią nieorganiczną. Przez wiele lat pracował w pracowniach Waltera Hempla i Fritza Förstera w Instytucie Chemii Uniwersytetu Technicznego w Dreźnie. W 1902 roku rozpoczął działalność w Królewskiej Fabryce Porcelany w Miśni. Była to praca asystenta, lecz w ruchu technologicznym. W 1904 roku został powołany na stanowisko asystenta w Instytucie Chemii Stosowanej i Farmacji na Uniwersytecie w Lipsku. Od tego czasu głównym kierunkiem jego pracy naukowej było rozwijanie metod analizy chemicznej. W głównej mierze skupił się na w dziedzinie chemii ciała stałego, zwłaszcza na badaniu rozpuszczalności gazów w metalach i stopach. Związana z tym była synteza wodorków metali. Habilitację uzyskał na Uniwersytecie w Lipsku w 1907 roku za pracę Occlusion und Diffusion von Gasen durch Metalle („Okluzja i dyfuzja gazów przez metale”). 
W grudniu 1916 r. został mianowany szefem (dziekanem) wydziału fizyko-chemicznego w Instytucie Chemii Fizycznej i Elektrochemii Cesarza Wilhelma, którego dyrektorem był wówczas Fritz Haber. W latach dwudziestych opublikował szereg prac dotyczących przeprowadzonych jeszcze na przełomie lat 1917/18 badań w Instytucie Cesarza Wilhelma, w tym badania kinetyki rozkładu azotanu amonu i trwałości nadmanganianu srebra, AgMnO4.
Od 1918 r. pełnił funkcje nauczyciela akademickiego i badacza na uniwersytetach w Lipsku, Greifswaldzie i we Frankfurcie nad Menem. W 1927 został profesorem chemii nieorganicznej na Wydziale Matematyki i Nauk Przyrodniczych Uniwersytetu w Jenie i dyrektorem tamtejszego laboratorium chemicznego. Zajmował się wówczas syntezą i charakterystyką wodorków metali. Badał przede wszystkim zjawiska sorpcji wodoru przez platynowce, metale ziem rzadkich i metale z IV i V grupy układu okresowego pierwiastków w różnych temperaturach i ciśnieniu. Sieverts zbadał wiele izobar i izoterm różnych układów metal-wodór oraz określił niektóre parametry fizykochemiczne różnych wodorków metali, np. ich gęstość i ciepło tworzenia. Było to źródłem podstawowej wiedzy na temat tej klasy substancji. Wyniki tych eksperymentów pozwoliły ustalić stechiometrię licznych niestechiometrycznych wodorków metali i istnienie wielu roztworów stałych.
Ponadto poświęcił wiele uwagi wybranym problemom chemii analitycznej, a w szczególności metodom osmotycznego wyznaczania masy cząsteczkowej, jak również pewnym aspektom chemii fizycznej, głównie z zakresu badań iloczynu rozpuszczalności układów dwu- i trójskładnikowych, m.in. zawierających kationów berylowców.
A. Sieverts przywiązywał szczególną wagę do pracy dydaktycznej. Obok wykładów z chemii ogólnej i doświadczalnej chemii nieorganicznej prowadził też wykłady pod tytułem „Spezielle anorganische Chemie”, na których omawiał m.in. metale i metaloidy. Ponadto zorganizował dla słuchaczy tych wykładów uzupełniające laboratoria, i to zarówno z chemii ogólnej, jak i specjalistyczne, np. „laboratorium metalografii”.
25 kwietnia 1942 Adolf Sieverts wystąpił z wnioskiem o emeryturę. W październiku 1942 roku został oficjalnie zwolniony ze swych obowiązków akademickich.
Poza pracą zawodową Sieverts był bardzo zaangażowany w działalność społeczną. W latach inflacji kilka razy w tygodniu zapraszał do swego domu nisko opłacanych asystentów wraz z członkami ich rodzin, a także studentów w trudnej sytuacji materialnej. Nie angażował się politycznie. Był uzdolnionym pianistą i koncertował często w wąskim kręgu swej rodziny i przyjaciół.
Zmarł 8 stycznia 1947.